# Hautes-Pyrénées
Hautes-Pyrénées (occitanska eths Pirenèus Nauts eller eths Hauts Pirenèus) är ett franskt departement i regionen Occitanien i sydöstra Frankrike. Departementshuvudstaden är Tarbes. 

## Geografi
Södra delen av Hautes-Pyrénées ligger i bergskedjan Pyrenéerna, som utgör departementets sydliga gräns mot Spanien. I väst gränsar Hautes-Pyrénées till Pyrénées-Atlantiques, i norr till Gers och i ost till Haute-Garonne. Franska Pyrénéernas högsta topp är Pique-Longue (3.298m) i bergsmassivet Vignemale.
Viktiga floder som flyter genom landskapet är Garonne och Adour.

## Turism
Lourdes är Europas mest besökta vallfartsort och besöks årligen av mer än sex miljoner pilgrimer. I nationalparken Parc National des Pyrénées finns bland annat den spektakulära dalen Cirque de Gavarnie och bron Pont d'Espagne. Hela området är populärt bland vandrare och naturentusiaster. Området är sedan antiken känt för sina varma källor, kring vilka det byggts upp städer, exempelvis Cauterets, Luz-Saint-Sauveur och Bagnères-de-Bigorre.
Ett antal populära skidorter finns i departementet, som Barèges-La Mongie, Gavarnie, Luz-Ardiden, Cauterets, Hautacam, Piau-Engaly och Saint-Lary-Soulan. Under cykelloppet Tour de France utgör bergstoppar som Col du Tourmalet, Col d'Aubisque och Col du Soulor återkommande prövningar för cyklisterna.

### Sevärdheter
- Mont Perdu
- Betharramgrottorna
- Massabiellegrottan

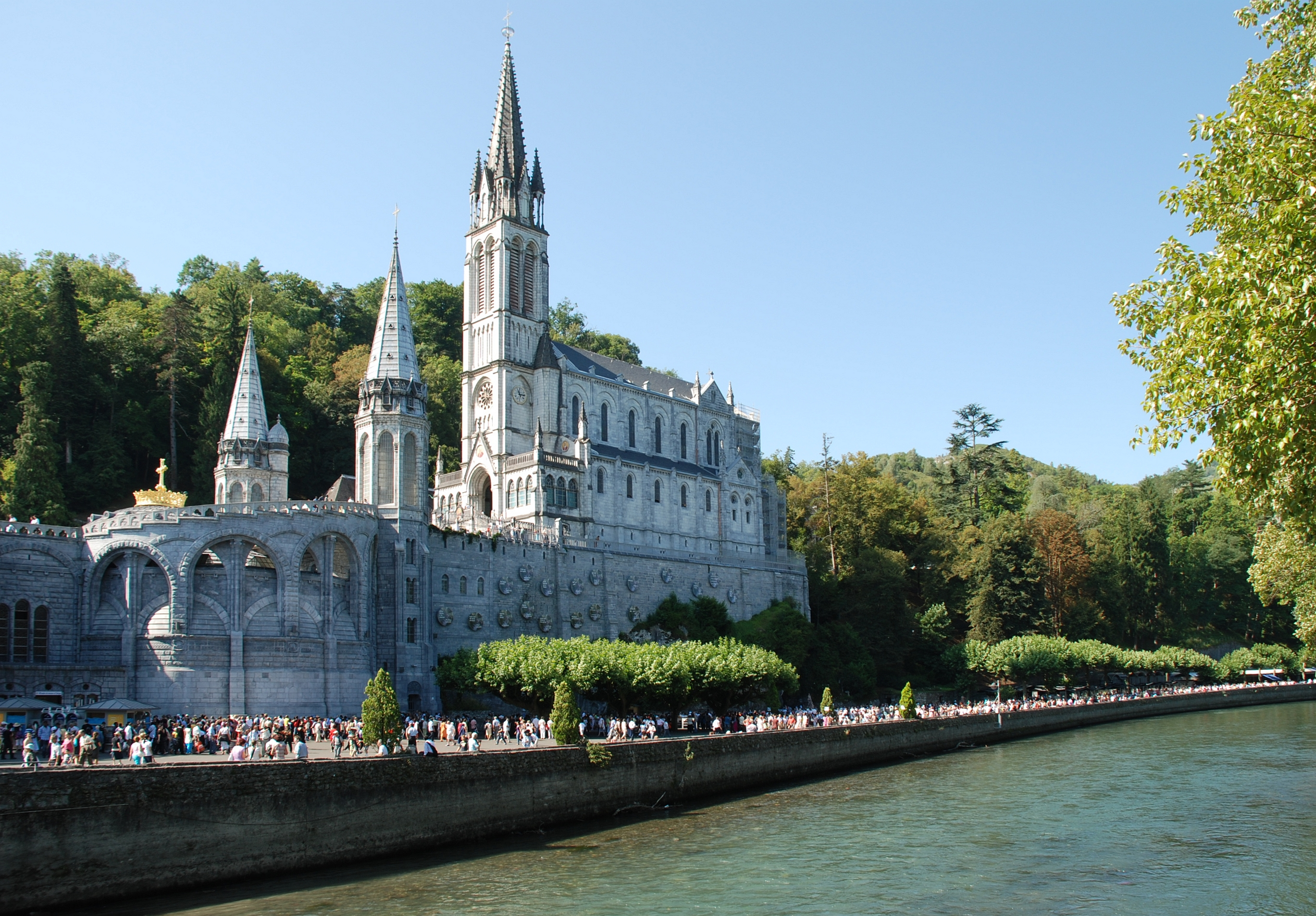
Katedralen i Lourdes
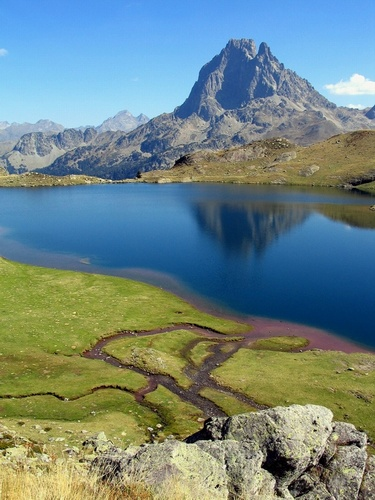
Pic du midi ossau i Parc National des Pyrénées
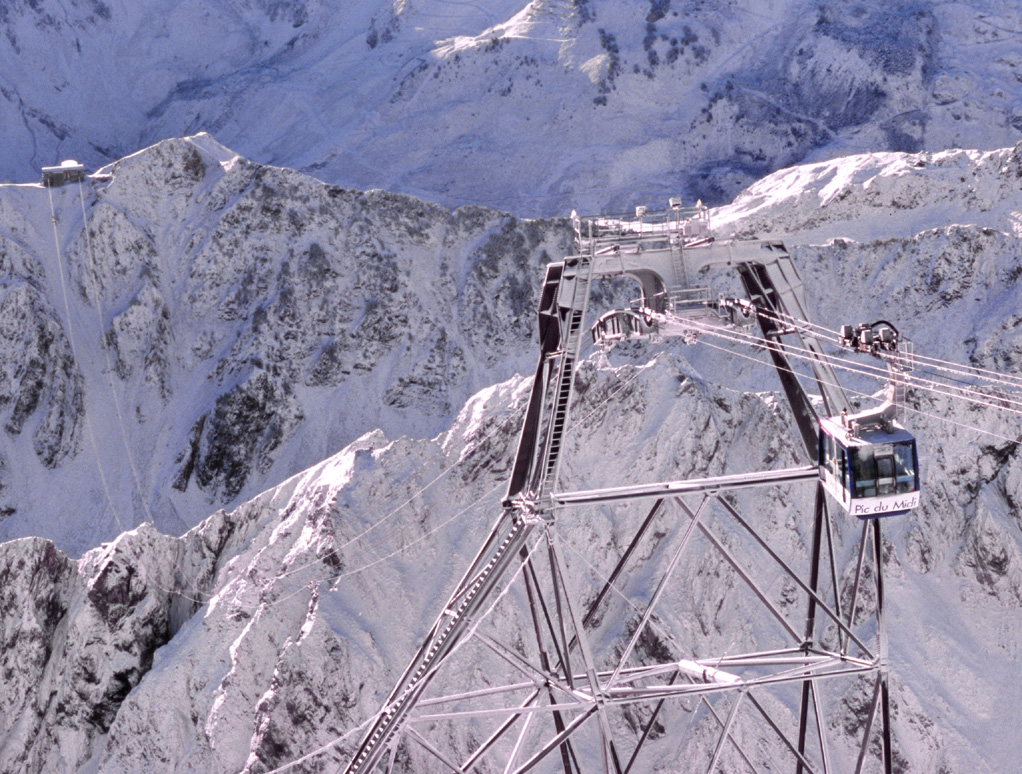
Kabinlift i Pic du Midi
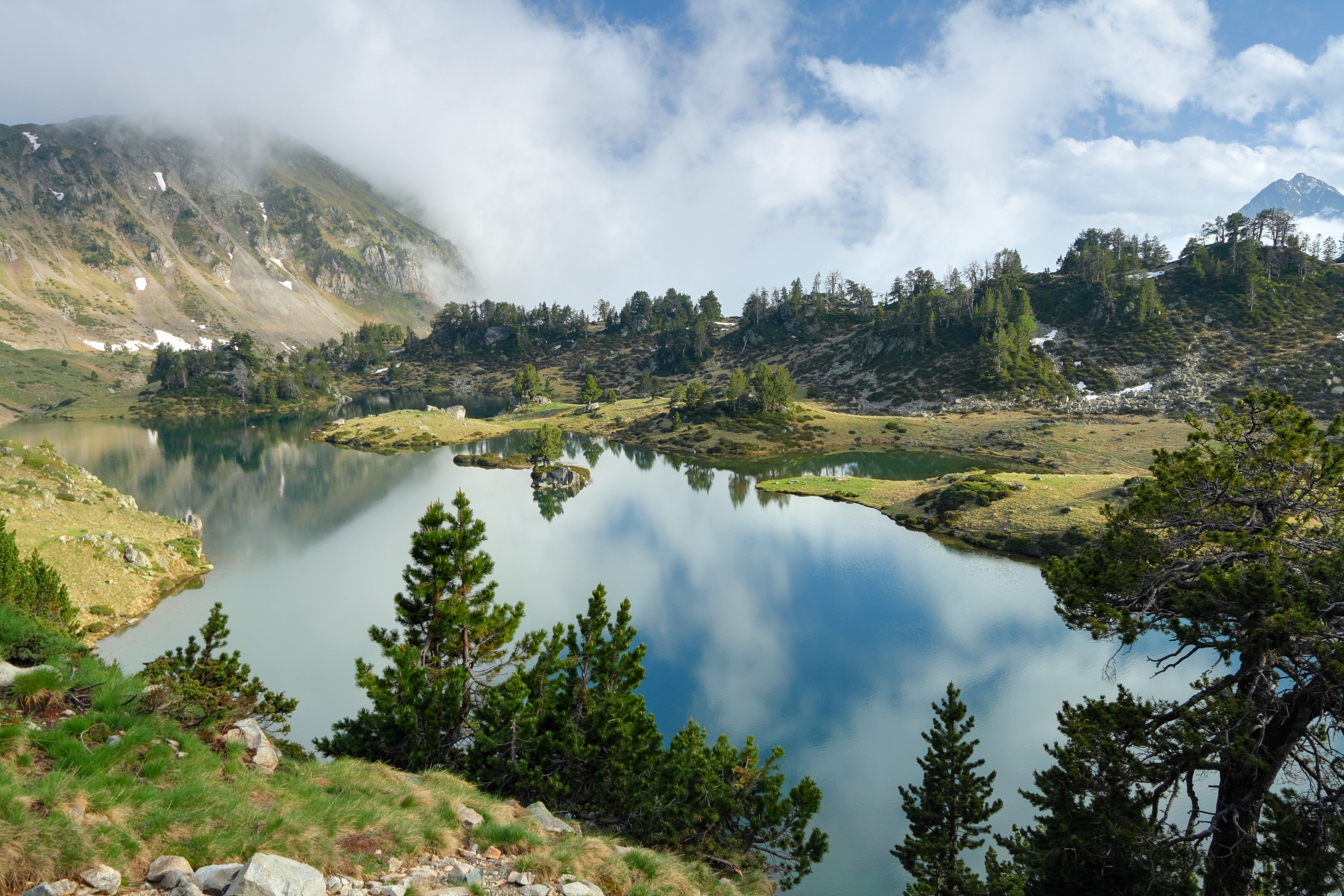
Landskapet kring sjön Bastan